# Woman in Love
"Woman in Love" é uma canção composta por Barry e Robin Gibb (dos Bee Gees), em 1979, e lançada em 1980 por Barbra Streisand como o primeiro single do álbum Guilty.
Após o sucesso desfrutado pelos Bee Gees na década de 1970, a banda foi convidada a fazer esforços musicais para outros artistas; e Barry Gibb pediu para gravar um álbum para Streisand, Guilty. "Woman in Love", o primeiro single, tornou-se uma das canções de maior sucesso da carreira de Streisand, tendo ficado três semanas no 1º lugar na Billboard Hot 100, seu quinto (e último, até agora) 1º lugar. A canção também passou cinco semanas no topo da Hot Adult Contemporary Tracks, seu sexto 1º lugar nesta parada. Fora dos Estados Unidos, a música também foi muito popular, alcançando 1º lugar em muitos países, incluindo o Reino Unido.
No meio da canção, Streisand tem uma nota com cerca de 10 segundos na palavra "all" do verso: "I stumble and fall / But I give you it all". Durante a execução de "Woman In Love", Casey Kasem afirmou em uma edição do programa de rádio American Top 40 que esta foi a maior nota inalterada realizada por um solista em uma canção, feito que viria a ser superado apenas pela voz de Whitney Houston em seu hit "I Will Always Love You".
A canção já foi objeto de várias regravações, em especial, de Mireille Mathieu, numa versão em francês de 1981, e Liz McClarnon, de 2006. Em 2006, Barry Gibb lançou sua versão demo original no iTunes, como parte do álbum The Guilty Demos.

## Faixas
Todas as faixas escritas e compostas por B. & R. Gibb. 
| 7"             |                 |         |  |
| N.º            | Título          | Duração |  |
| 1.             | "Woman in Love" | 3:49    |  |
| 2.             | "Run Wild"      | 4:06    |  |
| Duração total: | Duração total:  | 7:55    |  |

## Desempenho nas Paradas
| Parada                                         | Data                   | Melhor Posição |
| ---------------------------------------------- | ---------------------- | -------------- |
| Estados Unidos (Billboard Hot 100)             | Outubro de 1980        | 1              |
| Estados Unidos (Hot Adult Contemporary Tracks) | Outubro de 1980        | 1              |
| Canadá (Canadian Hot 100)                      | Outubro de 1980        | 1              |
| Noruega                                        | Novembro de 1980       | 1              |
| África do Sul                                  | Novembro de 1980       | 1              |
| Alemanha                                       | Dezembro de 1980       | 1              |
| Espanha                                        | Dezembro de 1980       | 1              |
| Itália                                         | Janeiro de 1981        | 1              |
| França                                         | Janeiro de 1981        | 1              |
| Reino Unido (UK Singles Chart)                 | 25 de Outubro de 1980  | 1              |
| Países Baixos                                  | 18 de Outubro de 1980  | 1              |
| Austrália (Kent Report)                        | 15 de Novembro de 1980 | 1              |
| Áustria                                        | 1 de Janeiro de 1981   | 1              |
| Suíça                                          | 16 de Novembro de 1980 | 1              |
| Suécia                                         | 28 de Novembro de 1980 | 1              |
| Irlanda                                        | 10 de Outubro de 1980  | 1              |
| Singapura                                      | 18 de Outubro de 1980  | 1              |

| Desempenho de fim-de-ano |                |
| País                     | Melhor Posição |
| França                   | 1              |
| Reino Unido              | 2              |
| África do Sul            | 2              |
| Singapura                | 4              |
| Austrália                | 21             |
| Alemanha                 | 24             |
| Estados Unidos           | 35             |

### Certificações
| País           | Certificação | Vendas     |
| -------------- | ------------ | ---------- |
| França         | Diamante     | 1,300,000  |
| Reino Unido    | Ouro         | 780,000    |
| Alemanha       | Ouro         | 500,000    |
| Estados Unidos | 2× Platina   | 2,000,000  |
| Mundo          |              | 10,800,000 |

## Pessoal
| Pessoa           | Trabalho                 |
| ---------------- | ------------------------ |
| Barbra Streisand | Vocais                   |
| Barry Gibb       | Guitarra acústica        |
| Richard Tee      | Teclado, Piano eléctrico |
| Harold Cowart    | Baixo                    |
| Steve Gadd       | Bateria                  |
| Joe Lala         | Shaker                   |
| Denise Maynelli  | Vocais do Fundo          |
| Myrna Mathews    | Vocais do Fundo          |
| Marti McCall     | Vocais do Fundo          |
| Pete Carr        | Guitarra                 |
| Jerry Peel       | French Horn              |

## VersõesCover

### Dana International
"Woman in Love" também teve um cover por Dana International em 1999.

### Liz McClarnon
Em 13 de Fevereiro de 2006 Liz McClarnon, do Atomic Kitten, lançou um cover de "Woman in Love" como seu primeiro single solo. A faixa foi produzida por Robin Gibb, co-autor da canção. A versão do McClarnon alcançou a posição #5 no UK Top 40.

#### Faixas
| #    | Título                              | Duração |
| ---- | ----------------------------------- | ------- |
| CD 1 |                                     |         |
| 1.   | "Woman in Love"                     | 3:39    |
| 2.   | "I Get the Sweetest Feeling"        | 2:59    |
| CD 2 |                                     |         |
| 1.   | "Woman in Love"                     | 3:39    |
| 2.   | "I Get the Sweetest Feeling"        | 2:59    |
| 3.   | "Someone like Me" (original demo)   | 2:02    |
| 4.   | "Woman in Love" (Dancing DJs remix) | 8:46    |
| 5.   | "Woman in Love" (vídeo)             | 3:39    |

#### Desempenho
| Parada                         | Data                    | Melhor Posição |
| ------------------------------ | ----------------------- | -------------- |
| Reino Unido (UK Singles Chart) | 19 de Fevereiro de 2006 | 5              |
| Austrália                      | 2006                    | 77             |
| Irlanda (Irish Singles Chart)  | 16 de Fevereiro de 2006 | 21             |
| Espanha                        | 22 de Outubro de 2006   | 16             |

### CoCo Lee
Woman in Love também teve um cover por CoCo Lee em 1995.

### Young Divas
O grupo australiano, Young Divas, também regravou esta canção no seu álbum de estreia em 2006.

### The Bluetones
A banda britânica The Bluetones também regravou esta canção no seu lado-B do single de 2002, "After Hours". Também foi incluída na compilação de 2006: The Singles & B-Sides 95-03.

### Anna Vissi
A famosa diva grega Anna Vissi gravou uma versão grega da canção para seu álbum "Ναι" ("Sim") em 1980.

### Mireille Mathieu
A lendária cantora francesa Mireille Mathieu gravou uma versão em francês ("Une Femme Amoureuse") da música em 1981.

### Gitte Haenning
A cantora alemã Gitte Haenning gravou uma versão em alemão intitulada (Die Frau, liebt dich die).

### Filippa Giordano
Em 2006, a cantora italiana Filippa Giordano lançou no México o álbum "Primadonna", incluindo duas faixas em espanhol, uma delas um cover de "Woman in Love" chamada "Me ele enamorado de ti". A canção foi utilizada no México para a abertura da telenovela mexicana "Cuando Seas Mia".

### Eleni
Uma cantora polonês gravou um cover polonês da canção intitulada "Zrobię dez lâminas" (Eu vou fazer esse erro). A ideia lírica é completamente diferente da versão original.

### Luminita Soare
A cantora romena Luminita Soare gravou uma versão cover em 2007.

### Sammi Cheng
A cantora de Hong Kong Sammi Cheng fez um cover de "Woman in Love" em sua turnê 1997, "Star Show".